# Kopalnia Węgla Kamiennego Pstrowski
Kopalnia Węgla Kamiennego Pstrowski (początkowo Hedwigswunsch, w latach 1862–1863: Bertha Hedwig, w latach 1945–1948: Jadwiga) – kopalnia węgla kamiennego w Zabrzu-Biskupicach, założona w 1856 roku, prowadziła wydobycie do 31 grudnia 1995; na części obszaru górniczego utworzono w 1996 roku Zakład Wydobywczy Surowców Mineralnych Jadwiga, który prowadził wydobycie do 2000 roku. Od 2002 roku część obszaru górniczego eksploatuje prywatna kopalnia Siltech.

## Historia

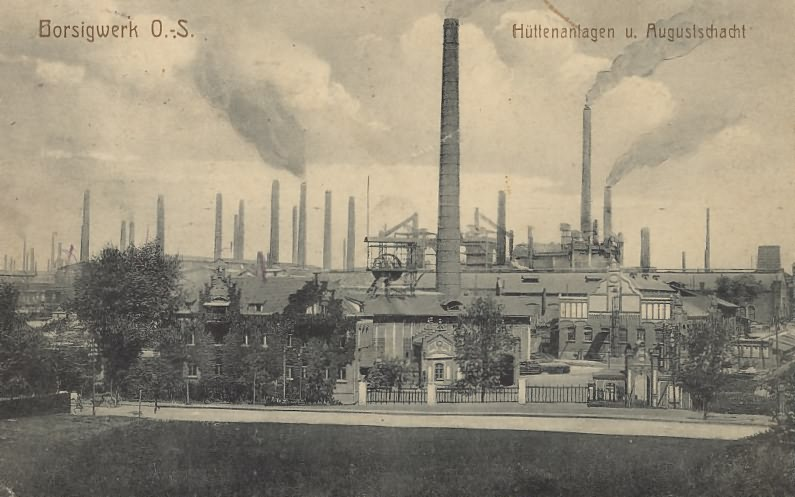
Zakłady Hutnicze Borsiga i szyb August (późniejszy Stanisław) kopalni Hedwigswunsch, ok. 1913 r.

Początki kopalni datuje się na lata 1854–1856, kiedy to nadano pole górnicze pod nazwą Hedwigswunsch. W latach 1862–1863 kopalnia nosiła nazwę Bertha Hedwig, a od 1864 ponownie Hedwigswunsch. W latach 1945–1948 otrzymała polską nazwę Jadwiga. W 1948 roku przemianowano ją na Pstrowski – na cześć Wincentego Pstrowskiego, który w tej kopalni zapoczątkował współzawodnictwo pracy. W 1973 roku włączono do niej kopalnię Rokitnica. Kopalnia prowadziła wydobycie do 31 grudnia 1995, na części obszaru górniczego utworzono w 1996 roku Zakład Wydobywczy Surowców Mineralnych Jadwiga, który prowadził wydobycie do 2000 roku. W 2002 roku eksploatację część obszaru górniczego rozpoczęła pierwsza w Polsce prywatna kopalnia Siltech, założona przez byłego posła Jana Chojnackiego. W 2006 roku zatrudniała 160 osób.